# Plana del Roquero
La Plana del Roquero, és una plana de muntanya del terme municipal de Castell de Mur, a l'antic terme de Mur, al Pallars Jussà. Es troba en territori del poble de Vilamolat de Mur.
És situat a llevant de Vilamolat de Mur i de los Seixos, al nord de les Planes i al capdamunt -sud-oest- de les Costes del Barranc del Ruc. És una plana situada a la carena que separa les valls dels barrancs del Ruc i de Salze.